# Riddarbron

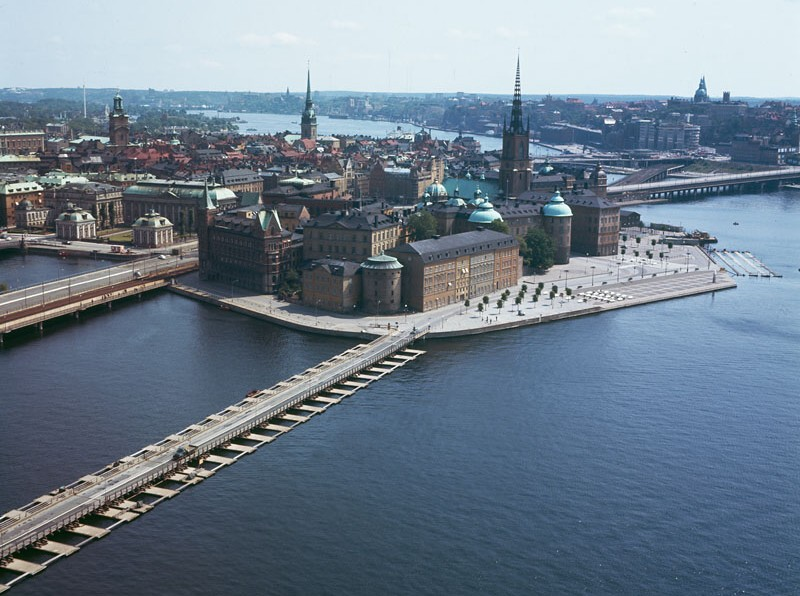
Pontonbron "Riddarbron" i juli 1967.

Riddarbron var en provisorisk pontonbro mellan Riddarholmen och Tegelbacken i Stockholm som existerade mellan den 18 juni 1953, då den invigdes, till 1967 vid tidpunkten för övergången till högertrafik.
När bron för Stockholms tunnelbana och Centralbron anlades över Söderström i samband med Norrmalmsregleringens genomförande slopades den så kallade ”Slingerbultsleden”, ett provisorium som förde trafiken förbi Riddarholmen. Som kompensation byggdes 1953 en 240 meter lång pontonbro mellan Norra Riddarholmshamnen och Tegelbacken. Pontonbron kunde bära fordon med maximalt 3 tons vikt, och hade en 7 meter bred körbana som var begränsad av skyddsbarriärer. De två första åren var trafiken enkelriktad mot norr vilket därefter ändrades så att trafiken blev dubbelriktad. För gående fanns i början även en särskild pontonbro som gick parallellt öster om fordonsbron. Provisoriet behölls till september 1967, då den nybyggda Centralbron över Norrström öppnades för trafik. Riddarbron förde med sig att 20 000 fordon per dygn körde rakt genom Riddarholmen, ner längs Wrangelska backen mellan Wrangelska palatset och Kammarrättens hus och längs Norra Riddarholmshamnen. Idén med denna pontonbro kom från stadskollegieordföranden och tidigare mångåriga borgarrådet Yngve Larsson.
| ”                                         | Bron är att betrakta som en lokalbedövning, som inte är något gott i och för sig men gör ett oundvikligt ont mindre kännbart. | „ |
| – Helge Berglund, vid invigningsceremonin | |   |